# Сафиуллин, Халяф Гатеевич
Сафиуллин Халяф Гатеевич (20 марта 1921 года — 13 апреля 1965 года, Баку) — танцовщик, балетмейстер, педагог. Народный артист РСФСР (1955) и Башкирской АССР (1949)

## Биография
Сафиуллин Халяф Гатеевич родился 20 марта 1921 года в деревне Салихово Уфимского кантона Уфимской губернии (Чишминского района РБ) в многодетной семье — четверо детей. В конце 1920-х годов семья Сафиуллиных переехала в Уфу.
В 1941 году Халяф Гатеевич окончил Ленинградское хореографическое училище (педагоги А. А. Писарев, А. И. Пушкин, А. В. Ширяев). По окончании училища работал солистом Башкирского государственного театра оперы и балета в Уфе. В 1960—1964 годах был руководителем и педагогом балетной студии при БТОБ.
В 1960 году снимался в фильме-балете «Журавлиная песнь» в роли Арсланбая.
Как режиссёр ставил спектакли «Горная быль» А. С. Ключарёва (1951), "Буратино " Н. Г. Сабитова (1960).
Умер 13 апреля 1965 года, будучи в Баку на Всесоюзном совещании балетмейстеров. Похоронен в Уфе, на Мусульманском кладбище, отчество на могиле — Гатиевич.

## Партии
Юмагул, Арсланбай («Журавлиная песнь» Л .Б .Степанова) , Нур («Зюгра» Н. Г. Жиганова), Тимергол («Горная быль» А. С. Ключарёва), Зигфрид («Лебединое озеро» П. И. Чайковского), Жан де Бриен («Раймонда» А. К. Глазунова), Иванушка, Феб («Конёк-горбунок», "Эсмеральда " Ч .Пуньи), Альберт, Конрад («Жизель», «Корсар» А.Адана), Франц («Голубой Дунай» И.Штрауса), Вацлав («Бахчисарайский фонтан» Б. В. Асафьева), Фрондосо («Лауренсия» А. А. Крейна), Ли Шан Фу («Красный мак» Р. М. Глиэра).

## Награды и звания
- Орден «Знак Почёта» (1946).
- Народный артист РСФСР (1955).
- Народный артист Башкирской АССР (1949).